# Educação na Sérvia
A educação na Sérvia é regulada pelo Ministério Sérvio da Educação e do Desporto.
A Educação começa ou em pré-escolas ou em escolas primárias. As crianças são matriculadas na escola primária (sérvio: Osnovna škola) aos 7 anos de idade e permanecem durante oito anos.